# Chakib Guessous
Œuvres principales
- L’exploitation de l’innocence - le travail des enfants au Maroc (2002)
- Le travail des enfants au Maroc (2004)
- Les grossesses de la honte - Les filles-mères au Maroc (2006)
- Mariage et concubinage dans les pays arabes (2018)
- Le mariage précoce - De l’antiquité à nos jours (2020)
- Survivre, Enfants et jeunes de la rue (2024)

Chakib Guessous, né en 1949 à Casablanca, est un médecin radiologue, socio-anthropologue, chercheur en sciences sociales et écrivain marocain. Il vit à Casablanca.

## Biographie
Né à Casablanca le 14 août 1949, il part vivre à Rabat à l’âge de 7 ans. Il passe toute sa scolarité primaire et secondaire dans le prestigieux Lycée Moulay Youssef. Après son baccalauréat, il s’inscrit à la Faculté de Médecine de Rabat où il soutient sa thèse de doctorat en médecine en 1974.
Il accomplit, ensuite, son service civil en tant que médecin de la santé publique. Durant cette période, il fut chargé de diverses responsabilités, notamment de médecin directeur du Centre de Diagnostic de Rabat, période à laquelle il se consacre à initier et développer une médecine ambulatoire réduisant les séjours hospitaliers. En 1975, il est médecin-chef de la délégation médicale de la province de Rabat Salé à la Marche verte.
Il quitte Rabat en 1976 pour poursuivre des études de radiologie à Paris. Très vite, il est engagé en tant que médecin attaché des Hôpitaux de Paris dans de grands hôpitaux (Hôpital Cochin, Hôpital Necker). Durant cette période, il suit des études dans d’autres disciplines.
En décembre 2000, il soutient à l’Université de Paris une thèse en Anthropologie et sociologie du Politique,,.
De retour au Maroc en 1981, Il s’installe à son compte en tant que médecin spécialiste en radiologie après quelques années d’exercice dans diverses cliniques.
Il est engagé dans le travail social dans le cadre de différentes associations de premier plan qu’il a créé ou dirigé et au sein desquelles il a effectué nombre de réalisations. Au sein de l’Association Marocaine d’Aide à l’Enfant et à la Famille, il a joué un rôle majeur en faveur du recul de l’âge de travail des enfants, basant son action sur une importante enquête nationale qu’il a dirigé,,. Ce qui a permis de changer la loi, ramenant l’âge d’accès au travail de 12 à 15 ans. Il a co-fondé l’Association Al Jisr Ecole-Entreprise en 1999 et l’association Riad Al Amal en 2007, au sein de laquelle, il entreprend des recherches sur les enfants et les jeunes de la rue et, plus généralement, sur l’exclusion sociale et ses liens avec les précarités sociales.
Il milite pour la défense des droits de l’enfant,,, la scolarité et la problématique de l’alphabétisation, la pauvreté et ses implications avec la précarité et l’exclusion sociale, le développement humain, la jeunesse, la démographie et les migrations humaines…
Il mène de front son exercice médical, ses recherches en sciences sociales et ses multiples responsabilités associatives.
Il est marié à la sociologue Soumaya Naamane Guessous, avec qui il a deux filles, Selma et Ilham.

## Œuvre

### Publication d’ouvrages individuels
- 2002 : L’exploitation de l’innocence - le travail des enfants au Maroc[11],[12].  Eddif  éd., Casablanca[13].
- 2004 : Le travail des enfants au Maroc. Anrt diffusion et Presses universitaires du Septentrion, Lille[14].
- 2006 : Les grossesses de la honte - Les filles-mères au Maroc[15],[16], (avec S. Naamane Guessous), Le Fennec, Casablanca, 2006[17]. 2e éd. Afric Orient, Casablanca, 2011[18].
- 2018 : Mariage et concubinage dans les pays arabes, Esprit du temps, Bègles, 2018[19] & La croisée des chemins, Casablanca, 2018[20].
- 2020 : Le mariage précoce. De l’antiquité à nos jours, anthropologie marocaine et enjeux universels, Esprit du temps, Bègles, 2020[21] & La croisée des chemins, Casablanca, 2022[22].
- 2024 : Survivre, Enfants et jeunes de la rue, La croisée des chemins, Casablanca.

### Direction d’ouvrages
- 2019 : Enfants en situation de rue – sociologie et accompagnement à la réinsertion, (Direction). Marsam, Rabat[23].

### Contribution à des ouvrages collectifs (sélection)
- 2000 : L’émigration marocaine vers l’Italie: Mythes et réalité. In Bianco et Lanni « Dignité pour les Migrants – Une confrontation entre l’Italie et le Maghreb ». Edizioni Gruppo Abele, Turin. Titre italien :La dignita dell’Emigrare[24].
- 2017 : Social Changes and Sexuality of Migrant Moroccans. In Mangone, Masullo & Gallego "Gender and Sexuality in the Migration Trajectories. Studies between the Northern and Southern Mediterranean Shores". Innovations in Qualitative Research, Information Age Publishing, Charlotte, North Carolina[25].
- 2019 : Le passage à l’exclusion – cas des enfants de la rue. In Abdelouahed « Visages de l’exclusion ». Fédition, Paris[26].
- 2021 : Les femmes et le mariage en islam: entre halal et haram. In Ait Kabboura & Fadil « Allah et la Polis, Quel islam pour quelle identité ? ». Les Presses de l’Université de Montréal[27].
- 2021 : Réduire aux enfants et aux jeunes le risque de vivre dans la rue. In Najib, Kendili et Toufik « Réduction des risques – Le Manifeste ». Orion éd., Casablanca[28].
- 2021 : A propos de la virginité chez les jeunes couples au Maroc. In Familles et dynamiques contemporaines[29].
- 2021 : Peine de mort, peine barbare. In « Le droit de vivre ». La croisée des chemins[30].

### Documents audiovisuels
- Emission « Arts et lettres » ICI Télévision Montréal, [archive], 2018, (Mariage et concubinage), 23 min 39 s.[31]
- Emission « L’info en face », Le Matin [archive], 2018, (Mariage et concubinage), 49 min 47 s.[32]
- Emission « Confidences de presse », 2MTV [archive], 2019, (Mariage et concubinage & Enfants en situation de rue), 60 min 24 s.[33]
- Emission « L’info en face », Le Matin [archive], 2019, (Libertés individuelles), 28 min 37 s.[34]
- Emission « L’info en face », Le Matin [archive], 2021, (Relations extra conjugales & Violences intraconjugales), 43 min 06 s.[35]
- Emission « Horrates », M24TV [archive], 2022, (Mariage précoce), 28 min 33 s.[36]
- Emission « Invité de la rédaction », Medi1TV [archive], 2022, (Mariage précoce) 23 min 31 s.[37]
- Emission « L’info en face », Le Matin [archive], 2023, (L’Etat social). 43 min 42 s.[38]

## Distinctions
- Médaille de la Marche Verte, Rabat, 1975.
- Chevalier de la Légion d’Honneur Française, 2018[39].